# Vratja vas
Vratja vas (Duits: Frattendorf) is een plaats in Slovenië en maakt deel uit van de gemeente Apače in de NUTS-3-regio Pomurska. De plaats telde 84 inwoners op 1 januari 2020.

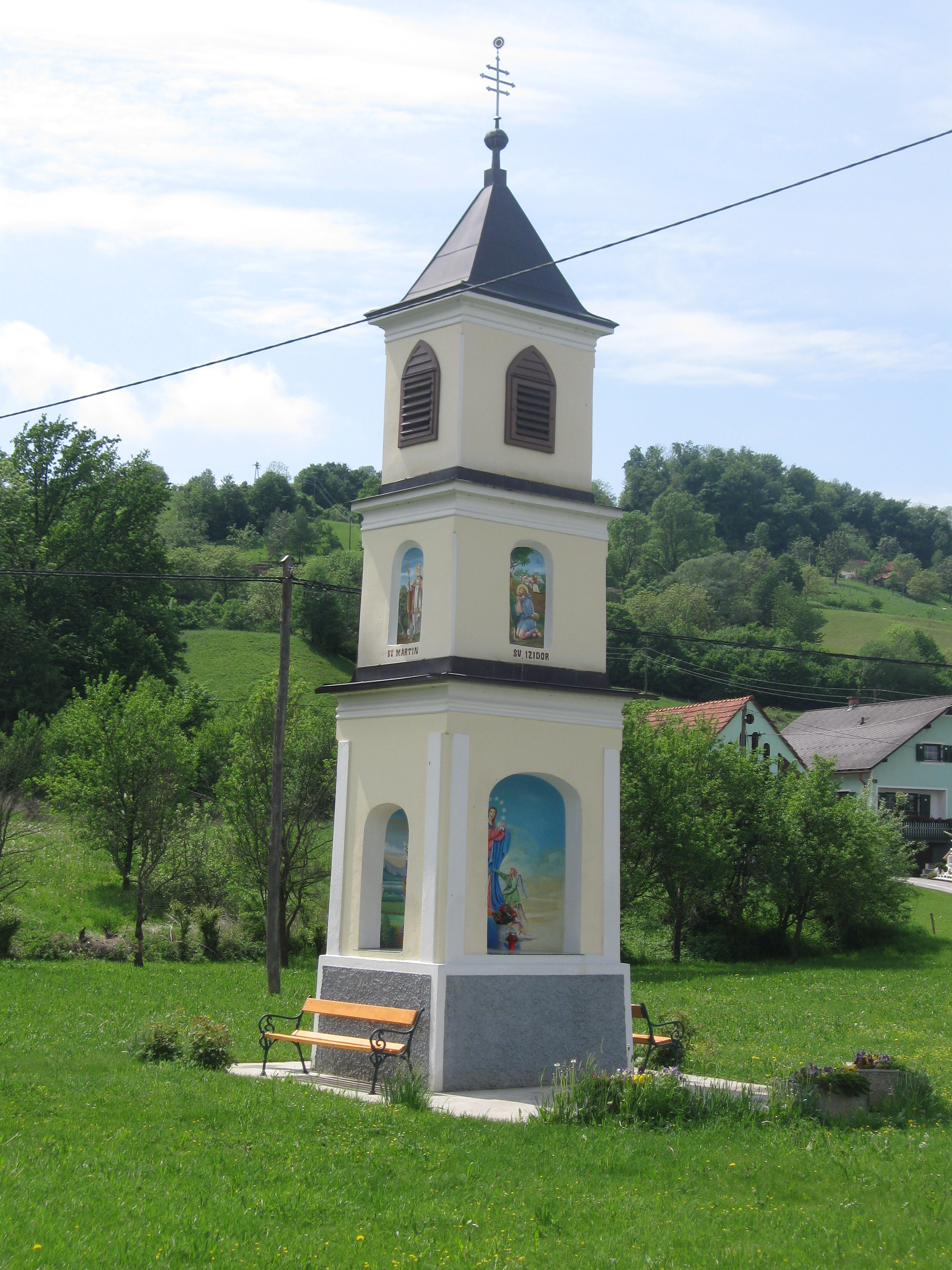
Kapelletje